# Kenzō Kōno
Kenzō Kōno (河野謙三?, Kōno Kenzō; Odawara, 14 maggio 1901 – 16 ottobre 1983) è stato un politico e dirigente sportivo giapponese.
È membro della nota famiglia Kōno: il fratello Ichirō, il nipote Yōhei e il pronipote Tarō hanno a loro volta ricoperto posizioni di rilievo nella politica giapponese.

## Biografia
Nativo di Odawara, in gioventù praticò con passione gare di fondo, arrivando anche a vincere alcune edizioni dell'Hakone Ekiden nel 1921 e nel 1922.
Laureatosi al Dipartimento di Commercio e Affari dell'Università di Waseda, dopo gli studi entrò a far parte della ditta di fertilizzanti chimici Tokyo Jinzō Hiryō (più tardi Nissan Kagaku Kōgyō). Poiché suo fratello maggiore Ichirō fu bannato dalle forze d'occupazione statunitensi dal ricoprire qualsiasi incarico pubblico, nell'aprile 1947 corse per la camera bassa alle elezioni parlamentari – in rappresentanza di tre quartieri di Kanagawa –, ma fu sconfitto. Si candidò quindi con successo per le elezioni generali nel 1949, questa volta in rappresentanza del terzo distretto di Kanagawa alla Camera dei rappresentanti, ricoprendo tale incarico dal 24 gennaio 1949 al 28 agosto 1952. Kenzō decise di non ripresentarsi alle elezioni del 1952 e a partire dall'anno successivo fu sostituito dal fratello maggiore, che aveva oramai scontato gli anni di divieto.
Eletto poi come membro della Camera dei consiglieri, per il distretto di Kanagawa, fece parte del partito di centro-sinistra Midori no Kaze, salvo poi lasciarlo nel gennaio 1958 per entrare a far parte del Partito Liberal Democratico. Dal 17 luglio 1971 al 7 luglio 1977 fu inoltre Presidente della Camera dei consiglieri.
Alla morte del fratello maggiore Ichirō nel 1965, divenne presidente del Nihon Rikujō Kyōgi Renmei, incarico che ricoprì sino al 1975. Durante il suo mandato il Giappone partecipò alle Olimpiadi di Montreal 1976, mentre a Mosca 1980 vi fu il boicottaggio della squadra olimpica, malgrado Kōno stesso fosse considerato di ideologie filo-sovietiche.
Si dimise da presidente della Camera dei consiglieri il 7 luglio 1977 per permettere un ricambio naturale al vertice, mentre nel 1983 annunciò il suo ritiro dal mondo della politica.